# Gintònic
El gintònic (de l'anglès gin and tonic) és un còctel obtingut per la mescla de gin i tònica.

## Història
El 1783, Johann Jacob Schweppe, joier d'origen alemany resident a la ciutat suïssa de Ginebra, inventa un sistema eficaç amb el qual es poden introduir bombolles de diòxid de carboni a l'aigua envasada en ampolles. La companyia fundada per Schweppe, a la qual va posar el seu nom, es va establir a Londres, capital europea de l'època, on primer l'aigua amb gas i després les sodes de fruites van fer furor. No fou fins a 1870 quan, a partir de l'extraordinari creixement que havia tingut la producció de xarops medicinals a la farmàcia anglosaxona, J. Schweppe & Co tingué la idea d'incloure quinina a la soda carbonatada de taronja per a produir aigua tònica; una beguda que, a més de refrescant, era un medicament per combatre el paludisme.
Per celebrar les successives victòries de les tropes britàniques a l'Índia, un alt oficial britànic va proposar afegir-li ginebra a la tònica per fabricar un combinat alcohòlic. No queda clar si es va escollir la ginebra perquè era la ciutat on residia Schweppe quan va inventar la tònica o si va ser a causa de les propietats medicinals que des de l'antiguitat s'han atribuït a la ginebra.
N'existeix una altra versió, que és aquella que assegura que el combinat de ginebra amb tònica naix precisament a causa de les propietats de la quinina per combatre la malària. Els soldats britànics desplaçats a l'Índia van començar a combinar la tònica amb la ginebra per poder millorar el sabor de la primera.
D'aquesta manera comença el gintònic, que ràpidament es va estendre per tot el planeta amb moltíssimes variacions.